# Brackenridgia acostai
Brackenridgia acostai is een pissebed uit de familie Trichoniscidae. De wetenschappelijke naam van de soort is voor het eerst geldig gepubliceerd in 1951 door Rioja.